# Steve Ditko
Stephen John Ditko (* 2. November 1927 in Johnstown, Pennsylvania; † vor dem 29. Juni 2018 in New York City) war ein US-amerikanischer Comiczeichner. Er war als Zeichner der Mitschöpfer der Comic-Superhelden Spider-Man und Dr. Strange. 1953 begann er bei Charlton Comics, professionell Comics zu zeichnen. Dort schuf er unter anderem die Figur The Question, die er 1967 erstmals im Heft Blue Beetle #1 auftreten ließ.
Zwischen 1958 und 1966 teilte er sich ein Studio mit Eric Stanton, einem Pionier der Fetisch-Fotografie und bedeutenden Bondage-Künstler des 20. Jahrhunderts. Einige der Arbeiten Stantons aus diesem Zeitraum zeigen einen intensiven künstlerischen Einfluss Ditkos. Einige Kritiker meinen sogar sehr deutliche Hinweise auf eine Zusammenarbeit der beiden Künstler zu erkennen. Stanton gab an, Ditko habe seine Zeichnungen getuscht, was Ditko mit „Das soll mal jemand beweisen.“ (“I dare anyone to prove that I inked that”) kommentiert habe.
1968 wechselte er zum DC Verlag, konnte dort aber nicht an die Erfolge aus seiner Marvel-Comics-Zeit anknüpfen. Ditko erfand dort unter anderem die Charaktere Hawk and Dove und The Creeper.
Später erfand Ditko zusammen mit dem Autor Will Murray für Marvel die Superheldin Squirrel Girl.
Ditko wurde am 29. Juni 2018 in seiner New Yorker Wohnung tot aufgefunden, wo er im Alter von 90 Jahren verstorben war.